# Thelypteris aureo-viridis
Thelypteris aureo-viridis là một loài thực vật có mạch trong họ Thelypteridaceae. Loài này được (Rosenst.) C.F. Reed miêu tả khoa học đầu tiên năm 1968.